# Georg Ernst Ludwig Hampe
Georg Ernst Ludwig Hampe  (5 de julho de 1795,  Fürstenberg - 23 de novembro 1880,  Helmstedt)  foi um botânico, briólogo e micólogo alemão .
Exerceu a função de  farmacêutico em Blankenburg, de 1825 a 1876; e se especializou em  musgos. 
A Universidade de Göttingen lhe outorgou o títulode doutor honorífico em  1870.
Hampe manteve excelentes contatos para obter várias e valiosas coleções: EUA,  México, Porto Rico, Colômbia, Equador, Peru, Brasil, África do Sul, Madagascar, Sri Lanka, Borneo, Austrália e Nova Zelândia. 
Publicou com Friedrich Gottlieb Bartling (1798-1875) Vegetabilia cellularia in Germania septentrionale praesertim in Hercynia et in agro Gottingensi: wohl komplett.

## Publicações
- Prodromus florae Hercynicae. Halle 1836, Nordhausen 1842
- Linnaea, 1844
- Icones muscorum novorum vel minus cognitorum. Bonn, 1844
- Flora Hercynica oder Aufzählung der im Harzgebiete wildwachsenden Gefässpflanzen, G. Schwetschke'scher Verlag. 1873
- Flora Hercynica. Halle, 1875